# ویلهلم فردیناند اریکسون
ویلهلم فردیناند اریکسون (انگلیسی: Wilhelm Ferdinand Erichson؛ ۲۶ نوامبر ۱۸۰۹ – ۱۸ دسامبر ۱۸۴۸) یک حشره‌شناس اهل آلمان بود. 